# Quinto (Svizzera)
Quinto (in dialetto ticinese Quint) è un comune svizzero di 1 050 abitanti del Canton Ticino, nel distretto di Leventina, parte della Regione Tre Valli.

## Geografia fisica

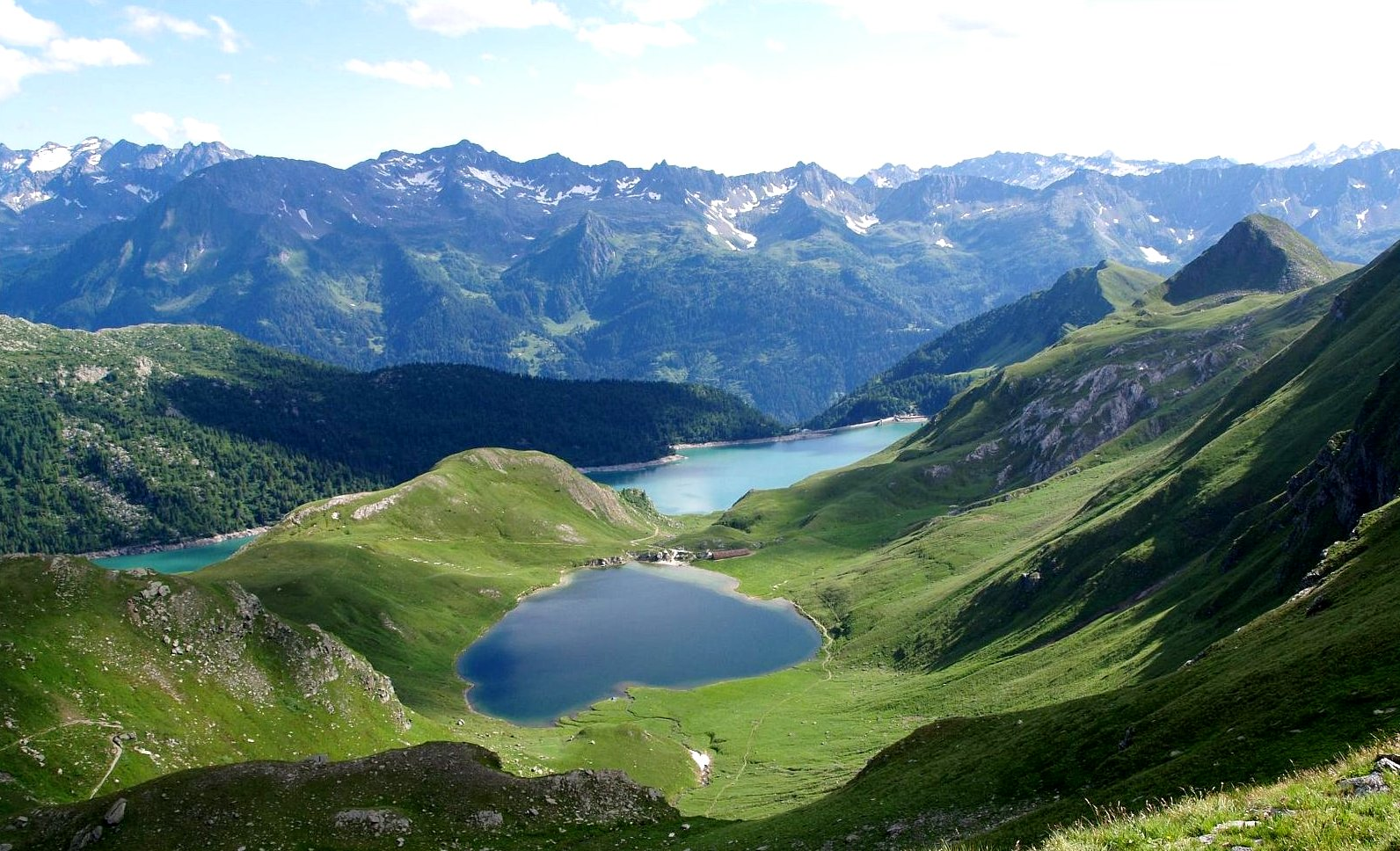
I laghi Ritom e di Tom

Quinto sorge nella Val Leventina, lungo il fiume Ticino. Nel territorio comunale si trovano i laghi di Cadagno, di Tom e Ritom.

## Storia
Fino all’Ottocento il Comune era basato sull’agricoltura di sussistenza, in particolare l’allevamento del bestiame. Dalla fine dell’Ottocento agli ultimi decenni del Novecento si è assistito alla comparsa di diverse industrie, alberghi e infrastrutture pubbliche (centrali idroelettriche, infrastrutture militari ecc.). Negli ultimi decenni, il ridimensionamento di queste imprese, soprattutto federali, ha determinato un calo sia economico che demografico.
Nell'inverno 1950-1951, il territorio di Quinto fu teatro di valanghe che distrussero edifici agricoli situati nelle località di Cadagno e Cassin di Sotto.
Il 26 novembre 2023, con una votazione popolare consultiva, è stata approvata la proposta di aggregazione con il vicino Comune di Prato Leventina.

## Monumenti e luoghi d'interesse

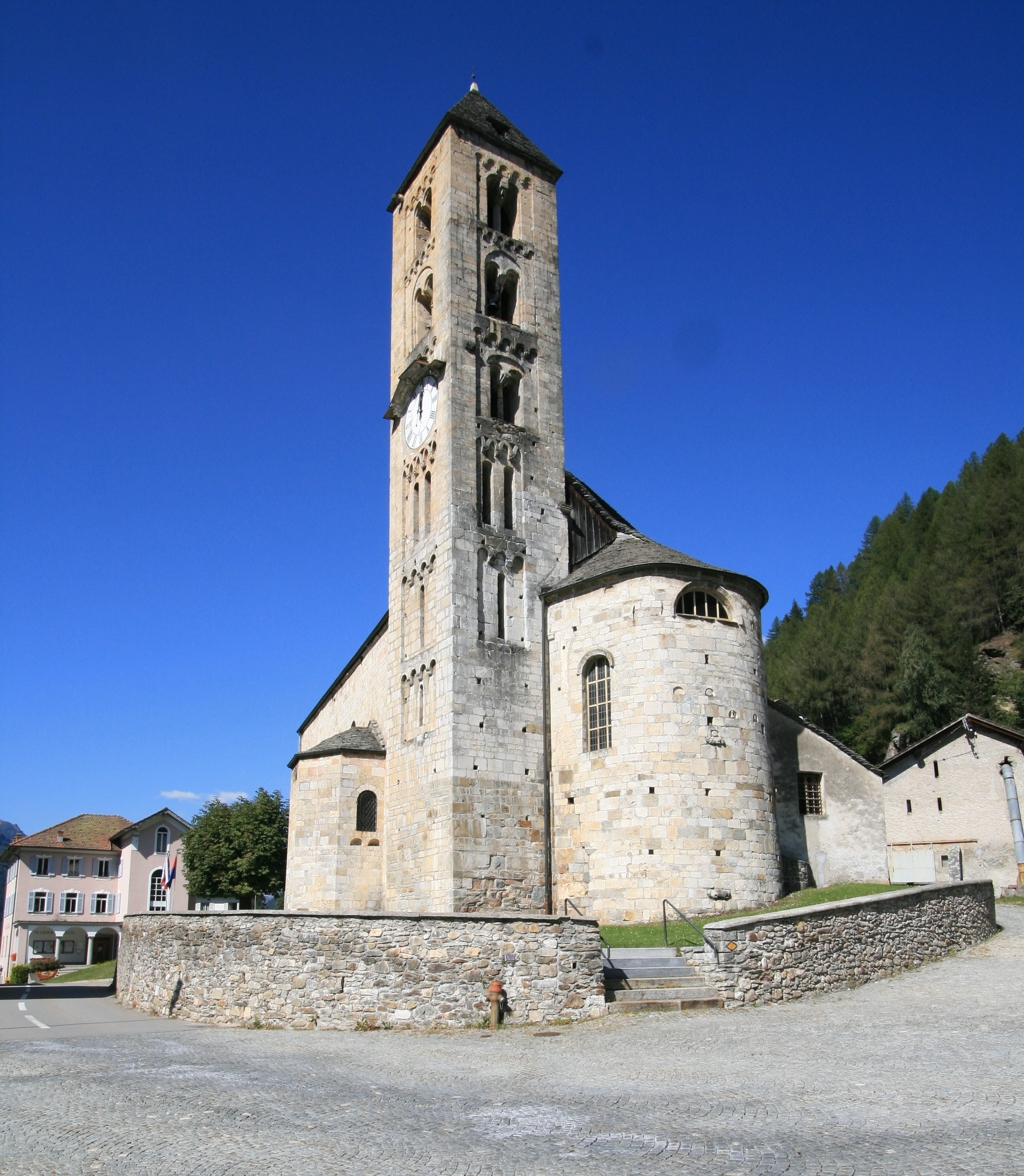
La chiesa parrocchiale dei Santi Pietro e Paolo

- Chiesa parrocchiale dei Santi Pietro e Paolo, documentata dal 1227;[3]
- Cappella dei Sassi[senza fonte];
- Chiesa di Sant'Ambrogio in località Catto, fondata nel 1400[4];
- Oratorio di San Nicola di Bari in località Ambrì sotto, attestato dal XVII secolo[senza fonte];
- Chiesetta dei Santi Maccabei in località Ambrì sopra;
- Oratorio di San Martino di Tours in località Deggio, attestato dal 1443[5];
- Chiesa dei Santi Cornelio e Cipriano in località Altanca, documentata dal 1396[6];
- Capanna Cadagno;
- Capanna Cadlimo.

## Società

### Evoluzione demografica
L'evoluzione demografica è riportata nella seguente tabella:
Abitanti censiti

## Geografia antropica

### Frazioni
Le frazioni più importanti e popolose sono Ambrì e Piotta; le altre principali sono Altanca, Catto, Deggio, Lurengo, Scruengo, Ronco e Varenzo.

## Amministrazione
Ogni famiglia originaria del luogo fa parte del cosiddetto comune patriziale e ha la responsabilità della manutenzione di ogni bene ricadente all'interno dei confini del comune. Nel territorio di Quinto operano il patriziato di Altanca (presidente Arturo Mottini), il patriziato Generale di Quinto (presidente Claudio Juri), il patriziato di Piotta e Boggesi Alpe Ravina (presidente Livio Gobbi), il patriziato di Varenzo (presidente Carla Cattaneo), il patriziato di Catto-Lurengo (presidente Marino Jelmini), la corporazione Boggesi Alpe di Prato (proprietaria dell'Alpe Ravina a 1 775 m s.l.m. nel comune di Airolo; presidente Germano Juri), il patriziato di Deggio-Quinto (presidente Diego Bronner), il cassinarescio delle Tre Terre (presidente Germano Bronner), il vicinato di Ambri Sopra (presidente Claudio Juri), il vicinato di Ambri Sotto (presidente Fausto Croce) e la corporazione Boggesi Alpe Piora (proprietaria dell'Alpe Piora a 1 964 m s.l.m.; presidente Germano Bronner).

## Sport

### Hockey su ghiaccio

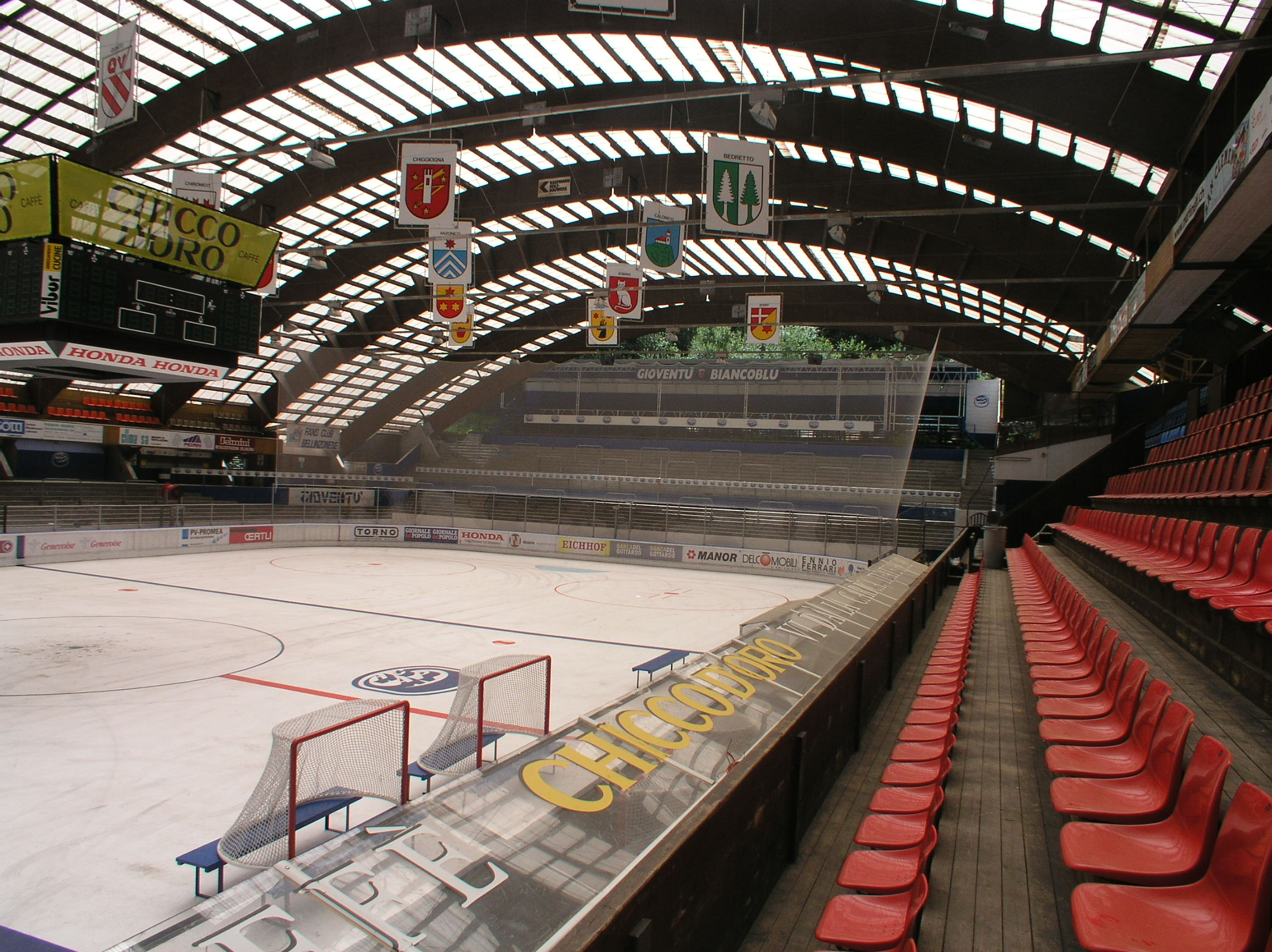
La Pista Valascia

A Quinto ha sede l'Hockey Club Ambrì Piotta (HCAP), fondato nel 1937, squadra svizzera di hockey su ghiaccio che milita nella Lega Nazionale A del campionato svizzero di hockey su ghiaccio; disputava le partite casalinghe nella Pista Valascia fino ad aprile 2021, e da settembre 2021 alla Nuova Valascia.

### Impianti sportivi
Sul piano di Ambrì si possono praticare sport aviatori grazie alla presenza dell'aeroporto di Ambrì con una pista d'atterraggio di 2 km. Nella parte ovest del comune, sulla piana in località Audan, esiste un piccolo centro per la pesca sportiva, il tennis e l'arrampicata indoor. A Piotta, fino al 2019, era possibile svolgere il tiro a segno obbligatorio e sportivo a 300 m (fucile) e a 25 m (pistola), in seguito lo stand di tiro è stato smantellato per far spazio al bacino di demodulazione della nuova centrale Ritom. L'infrastruttura scolastica presente ad Ambrì comprende anche una palestra per la ginnastica a uso scolastico e, accanto, una piscina per il nuoto e un campetto di calcio.